# Излазак из ормара
Излазак из ормара или каминг аут (енгл. coming out) јесте вербално, добровољно исказивање властите сексуалне оријентације или родног идентитета као резултат прихватања свог идентитета или проблема који је дотад био потискиван.
За разлику од изласка из ормара, аутовање означава намерно или случајно обелодањивање туђе нехетеросексуалне оријентације или нецисродног идентитета без пристанка.

## Историјат
Термин се вероватно први пут појавио почетком 20. века, а користили су га геј мушкарци како би описали своје прихватање геј поткултуре. У академској заједници термин је први пут употребила Евелин Хукер током педесетих година 20. века.

## Општа разматрања
Излазак из ормара, као својеврсни облик отварања, јесте чин у којем се особа A (која је геј, лезбијка, бисексуална, трансродна, интерсексуална или квир особа) поверава особи Б (чији идентитет у тренутку саопштавања није битан) да није хетеросексуална или цисродна, него да је из ЛГБТ+ спектра идентитета.
Излазак из ормара је континуирани процес у животу хомосексуалаца и бисексуалаца јер ће увек постојати категорије људу које ће они кроз свој живот марати да упознају са сопственом сексуалношћу.
Најтеже је аутовати своју сексуалну оријентацију најближим особама, родитељима, браћи и сестрама. Даљна обелодањивања затим иду много лакше.

## Значај
Особе које крију своју сексуална оријентацију понашају се неконзистентно у различитим ситуацијама. Тиме доприносе њиховој несигурности у сопствени идентитет. Константно прикривање и избегавање аутовања отежава ЛГБТ+ особама праву, доследну и сигурну перцепцију о себи, чиме отежавају и приписивање достигнућа својим способностима.
Избегавајући излазак из ормара, доприносе немогућности спознаје сопствене снаге, чиме негативно утичу на самопоштовање и ментално здравље.